# Rosport
Rosport (luxemburgisch Rouspertⓘ) an der Sauer ist Hauptort der Gemeinde Rosport-Mompach im Großherzogtum Luxemburg und gehört zum Kanton Echternach. Bis zum 31. Dezember 2017 war Rosport eine eigenständige Gemeinde.

## Die Herkunft des Namens
Der Name Rosport stammt wahrscheinlich von Rossfurt. Vor der Fertigstellung der Sauerbrücke konnte der Fluss Sauer nur mit einem Pferd durch eine Furt an einer seichten Stelle überquert werden. Ros käme also von Ross. Allerdings gibt es auch andere Hypothesen: Rosport würde von einer Furt kommen, welche durch ein Schilffeld am Rande der Sauer führte. Römische Überreste wurden um Rosport einige gefunden: Badeanlage im heutigen Ort sowie Villen innerhalb und außerhalb des Ortes.

## Zusammensetzung der Gemeinde
Die ehemalige Gemeinde Rosport bestand aus den Ortschaften:
- Dickweiler,
- Girst,
- Girsterklause,
- Hinkel,
- Osweiler,
- Rosport,
- Steinheim.

## Geschichte
Rosport gehörte zum frühesten Besitz der Benediktinerinnenabtei Oeren – St. Irminen in Trier. Die Girsterklaus erscheint am 27. Februar 1329 zuerst in den Quellen. Sie gehörte zur Pfarrei Rosport. Die Klause war schon im 14. Jahrhundert ein Marienwallfahrtsziel. Der architektonisch bemerkenswerte romanische Bau geht auf das Frühmittelalter bzw. auf die gallo-römische Zeit zurück (Wachturm).
Die Herrschaft Rosport bestand bis zum Ende des 18. Jahrhunderts.

## Verschiedenes
Die in Rosport ansässige Firma Sources Rosport SA ist mit einer Produktion von 22.000.000 Flaschen (2001) der größte nationale Hersteller von Mineralwasser.

## Persönlichkeiten
- Henri Tudor (1859–1928); der luxemburgische Ingenieur ist Erfinder des ersten brauchbaren Bleiakkumulators.
- Aloyse Steinmetz (1920–2015); Lehrer, Lokalhistoriker. Seit 2007 Ehrenbürger von Rosport.
- Dennis Hastert (1942); US-Amerikaner, ehemaliger Ehrenbürger von Rosport[2]